# Dreiklang bei Nacht

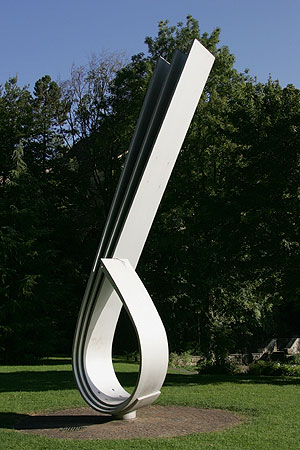
Dreiklang bei Nacht in Neuhausen am Rheinfall

Dreiklang bei Nacht ist eine Plastik des Schweizer Künstlers Ernesto Hebeisen. Sie steht am Rheinfallbecken in Neuhausen am Rheinfall auf dem Gelände der ehemaligen Aluminiumhütte der Aluminium-Industrie Aktiengesellschaft und wurde 1989 anlässlich des hundertjährigen Jubiläums im Auftrag der Nachfolgefirma Alusuisse errichtet.

## Beschreibung
Die untere Hälfte von drei aufeinander liegenden Aluminiumbändern ist zu einer Schlaufe gebogen und bildet den Fuss der oberen Hälfte, die rund vier Meter schräg nach oben ragt. Die drei Bänder sind fünf Zentimeter dick und etwa einen halben Meter breit und fächern sich nach oben leicht auf.